# 保勝軍節度使
保勝軍節度使，唐朝末年、五代十国初年的节度使，治所在陇州（今陕西省陇县）。
唐宣宗大中五年（851年），唐朝在陇州设立防御使，领黄头军使。唐僖宗中和三年（883年），增领静甸神勇军使。唐昭宗天复元年（901年），以陇州防御使为保勝軍節度使。天祐十三年（916年），李茂贞废除保勝軍節度使，陇州改属凤翔节度使。